# غاريث كلوف
غاريث كلوف (23 مايو 1978 - ) (بالإنجليزية: Gareth Clough)‏ هو لاعب كريكت بريطاني.